# Liliana Mercado
Liliana Mercado (Morelos, Estado de México, México; 22 de octubre de 1988) es una jugadora mexicana de fútbol de la Primera División Femenil de México. Ocupa la posición de mediocampista ex Tigres de la UANL Femenil ahora parteneciente a FC Juárez Femenil, y ha participado en la Selección femenina de futbol de México.

## Trayectoria
En la trayectoria profesional de Liliana Mercado, ha participado en diversas competencias nacionales como los torneos de la Comisión Nacional Deportiva Estudiantil de Instituciones Privadas (CONADEIP), en los que obtuvo dos campeonatos, una medalla de plata y una de bronce.
A nivel Selección, Mercado fue convocada para participar en Copa Mundial Femenina Sub-20 de la FIFA Chile 2008, siendo este tu debut en la escuadra nacional. También participó en el Juegos Panamericanos de 2011, obteniendo la medalla de Bronce, y en la Universiada Mundial en Kazán, Rusia de 2013, obteniendo la medalla de Plata así como el la Universiada de 2015 en Corea. Con la selección mayor, participó en la Copa Mundial Femenina de Fútbol 2011, en Alemania.
Liliana Mercado fue seleccionada para integrar el equipo de fútbol de la Universidad Autónoma de Nuevo León al crearse la Primera División Femenil de México, participando como titular en el torneo 2017-2018.

## Clubes
| Club        | País   | Año       |
| ----------- | ------ | --------- |
| Tigres UANL | México | 2017-2024 |

## Estadísticas

### Clubes
| Club                 | Div.       | Temporada | Liga  | Liga  | Liga   | Copas Nacionales(1) | Copas Nacionales(1) | Copas Nacionales(1) | Torneos Internacionales(2) | Torneos Internacionales(2) | Torneos Internacionales(2) | Total(3) | Total(3) | Total(3) | Media goleadora |
| Club                 | Div.       | Temporada | Part. | Goles | Asist. | Part.               | Goles               | Asist.              | Part.                      | Goles                      | Asist.                     | Part.    | Goles    | Asist.   | Media goleadora |
| -------------------- | ---------- | --------- | ----- | ----- | ------ | ------------------- | ------------------- | ------------------- | -------------------------- | -------------------------- | -------------------------- | -------- | -------- | -------- | --------------- |
| Tigres UANL · México |            |           |       |       |        |                     |                     |                     |                            |                            |                            |          |          |          | Media goleadora |
| 1ª                   | 2017-18    | 28        | 9     | -     | -      | -                   | -                   | -                   | -                          | -                          | 28                         | 9        | -        | 0,32     |                 |
| 1ª                   | 2018-19    | 41        | 11    | -     | -      | -                   | -                   | -                   | -                          | -                          | 41                         | 11       | -        | 0,26     |                 |
| 1ª                   | 2019-20    | -         | -     | -     | -      | -                   | -                   | -                   | -                          | -                          | -                          | -        | -        | -        |                 |
| 1ª                   | Total club | 69        | 20    | -     | -      | -                   | -                   | -                   | -                          | -                          | 69                         | 20       |          | 0,28     |                 |
| Total carrera        |            | 69        | 20    | -     | -      | -                   | -                   | -                   | -                          | -                          | 69                         | 20       | -        | 0,28     |                 |

## Palmarés

### Títulos nacionales
| Título          | Club        | País   | Año      |
| --------------- | ----------- | ------ | -------- |
| Liga MX Femenil | Tigres UANL | México | Cl. 2018 |
| Liga MX Femenil | Tigres UANL | México | Cl. 2019 |
| Liga MX Femenil | Tigres UANL | México | 2020     |
| Liga MX Femenil | Tigres UANL | México | Cl. 2021 |